# Liste der Stolpersteine in Oberaula
Die Liste der Stolpersteine in Oberaula enthält die Stolpersteine, die im Rahmen des gleichnamigen Kunst-Projekts von Gunter Demnig in Oberaula verlegt wurden. Mit ihnen soll an die Opfer des Nationalsozialismus erinnert werden, die in Oberaula lebten und wirkten.

## Liste der Stolpersteine
| Name                 | Adresse                      | Bild                                  | Inschrift                                                                                                  | Verlegedatum | Biografie und Anmerkungen |
| -------------------- | ---------------------------- | ------------------------------------- | --- | ------------ | ------------------------- |
| Siegmund Rothschild  | Marktstraße 5 ·              | Stolperstein für Siegmund Rothschild  | Hier wohnte Siegmund Rothschild Jg. 1882 verhaftet KZ Sachsenhausen ermordet 12.7.1938                     | 8. Nov. 2007 |                           |
| Inge Johanna Spiegel | Marktstraße 5 ·              | Stolperstein für Inge Johanna Spiegel | Hier wohnte Inge Johanna Spiegel geb. Rothschild Jg. 1921 deportiert 27.10.1941 Łodz ermordet in Auschwitz | 8. Nov. 2007 |                           |
| Rahel Isaak          | Niederrheinische Straße 14 · | Stolperstein für Rahel Isaak          | Hier wohnte Rahel Isaak Jg. 1935 deportiert 31.5.1942 ermordet in Sobibor                                  | 8. Nov. 2007 |                           |
| Betty Isaak          | Niederrheinische Straße 14 · | Stolperstein für Betty Isaak          | Hier wohnte Betty Isaak Jg. 1907 deportiert 31.5.1942 ermordet in Sobibor                                  | 8. Nov. 2007 |                           |
| Jakob Isaak          | Niederrheinische Straße 14 · | Stolperstein für Jakob Isaak          | Hier wohnte Jakob Isaak deportiert 1942 Majdanek ermordet 27.9.1942                                        | 8. Nov. 2007 |                           |
| Lina Isaak           | Niederrheinische Straße 14 · | Stolperstein für Lina Isaak           | Hier wohnte Lina Isaak Jg. 1921 deportiert 31.5.1942 ermordet in Sobibor                                   | 8. Nov. 2007 |                           |
| Max Isaak            | Niederrheinische Straße 14 · | Stolperstein für Max Isaak            | Hier wohnte Max Isaak Jg. 1879 deportiert 31.5.1942 ermordet in Sobibor                                    | 8. Nov. 2007 |                           |